# Принія рудолоба
Принія рудолоба (Prinia buchanani) — вид горобцеподібних птахів родини тамікових (Cisticolidae). Мешкає в Індії і Пакистані.

## Поширення і екологія
Рудолобі принії живуть в сухих чагарникових заростях і на пасовищах на півночі Індостану.